# Nagrada za ljudska prava (Sarajevski filmski festival)
Nagrada za ljudska prava (Sarajevo Film Festival) je nagrada koja se dodeljuje na Sarajevskom filmskom festivalu. Nagrada se dodeljuje za najbolji film iz takmičarskog programa - dokumentarni film, koji obrađuje tematiku ljudskih prava. Prvi put je dodeljena 2004. godine, na 10. izdanju festivala, i od tada je postala tradicionalna nagrada. Nagradu za ljudska prava obezbđuje Savezno ministarstvo inostranih poslova Švajcarske.

## Dobitnici nagrade
| Godina | Film                              | Originalni naslov       | Režiser(i)          | Državljanstvo       |
| ------ | --------------------------------- | ----------------------- | ------------------- | ------------------- |
| 2004.  | Uvozne vrane                      |                         | Goran Dević         | Hrvatska            |
| 2005.  | Ljubav na granici                 | Ljubav na granici       | Miroslav Mandić     | Bosna i Hercegovina |
| 2006.  | Vukovar — poslednji rez           | Vukovar — poslednji rez | Janko Baljak        | Srbija              |
| 2007.  | Problem s komarcima i druge priče |                         | Andrej Paounov      | Bugarska            |
| 2008.  | Razvod na albanski način          |                         | Adela Peva          | Bugarska            |
| 2009.  | Vrela krv                         | Vrela krv               | Marko Mamuzić       | Srbija              |
| 2010.  | Mila traži Senidu                 |                         | Robert Tomić Zuber  | Hrvatska            |
| 2011.  | Ekumenopolis: Grad bez granica    |                         | Imre Azem           | Turska              |
| 2012.  | Muški film                        | Muški film              | Nebojša Slijepčević | Hrvatska            |
| 2013.  | U braku sa švicarcem              |                         | Arsen Oremović      | Hrvatska            |
| 2014.  | Presuda u Mađarskoj               |                         | Ester Hajdu         | Mađarska            |
| 2015.  | Jedan dan u Sarajevu              | Jedan dan u Sarajevu    | Jasmila Žbanić      | Bosna i Hercegovina |
| 2016.  |                                   |                         | Tarik Hodžić        | Bosna i Hercegovina |
| 2017.  |                                   |                         | Ajše Toprak         | Turska              |
| 2018.  | Araf                              |                         | Didem Pekun         | Turska              |

## Spoljašnje veze
- Zvanični veb-sajt
- SFF na sajtu IMDb (jezik: engleski)